# 고문자학
고문자학(古文字學, 영어: palaeography)은 고대의 역사적 육필 문자 기록을 연구하는 학문으로, 여기에는 문서의 글자적 내용물이 아닌 기록의 재료, 문체, 양식 따위를 연구하는 일을 가리킨다. 이 학문에는 원고의 복호화와 연대 결정을 연구하는 것도 포함된다. 그러나 높은 정확성으로 연대를 알아내는 것은 일반적으로 불가능하다.
고문자학과 고문서학 모두 오래된 문서를 대상으로 하는 학문이지만 그 학문적 연원은 구별된다. 고문서학이 주로 문서 자체의 형식 전반을 다루는 것임에 비해, 고문자학은 서체나 문체를 분석 대상으로 하는 것에서 출발했다.

## 응용
고문자학은 역사가와 문헌학자에게 두 가지 난해한 점으로 인해 중요한 기술로 간주된다. 첫째로, 각 언어의 하나의 음소문자의 양식이 꾸준히 발전해온 뒤로 여러 시대에 걸쳐 존재했던 개개의 문자들을 해독하는 방법을 알 필요성이 생겼다. 둘째로, 필경사들은 더 빨리 글을 쓰고 가끔은 공간을 절약하기 위해 종종 수많은 약어를 사용하였으므로 전문 고문서학자들은 이들을 해석하는 방법을 알아야 한다.

## 같이 보기
- 캘리그래피
- 고문서학
- 문헌학
- 등어선
- 자체